# Dungiven Castle

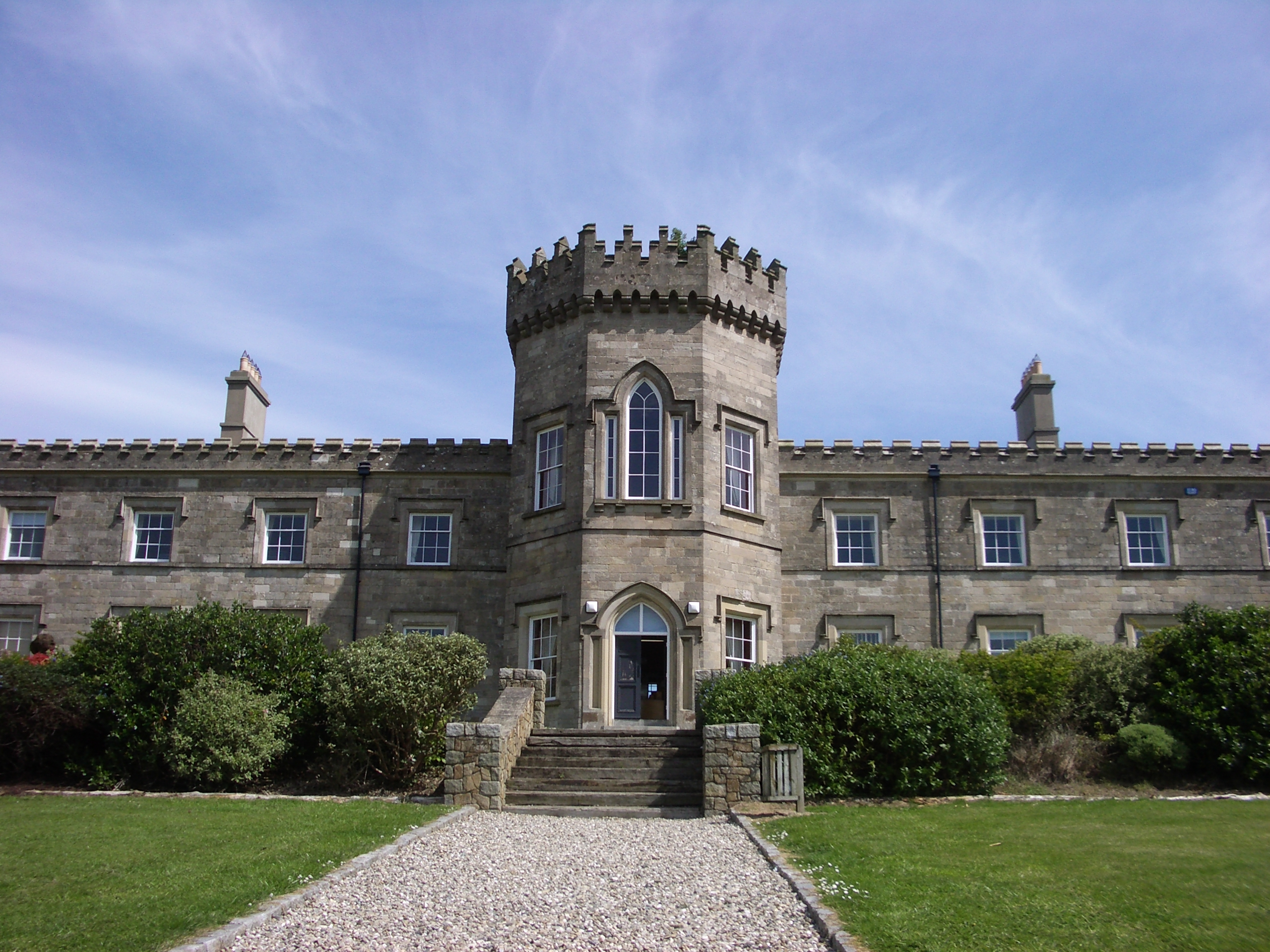
Dungiven Castle

Dungiven Castle ist ein Schloss in der Kleinstadt Dungiven im nordirischen County Londonderry. Seine Anfänge gehen auf das 17. Jahrhundert zurück, aber der größte Teil des heute erhaltenen Gebäudes stammt aus den 1830er-Jahren.
Nach einer wechselvollen Geschichte als Quartier für die US Army im Zweiten Weltkrieg und Tanzsaal in den 1950er- und 1960er-Jahren verfiel das Schloss derart, dass die Stadtverwaltung beschloss, es abreißen zu lassen. Eine lokale Bürgerinitiative setzte sich gegen diese Pläne ein und 1989 pachtete Glenshane Community Development das Schloss und plante die Renovierung. Gelder hierfür brachten verschiedene Organisationen auf, unter anderem der Heritage Lottery Fund, die Verwaltung des Borough Limavady und der International Fund for Ireland.
Im März 2001 wurde Dungiven Castle als Mietshaus mit günstigen Wohnungen wiedereröffnet. 2009 wurden das Schloss und das Anwesen komplett restauriert. Es wurde zu einem 4-Sterne-Hotel unter David John Hamilton, der es vor einigen Jahren für 400 Millionen Pfund verkaufte. Seine Enkel Eden und Ruby haben Anteile an der neuen Gesellschaft.